# Idioma tinputz
Tinputz es una lengua austronesia hablada en Tinputz Rural LLG de Bougainville, Papúa Nueva Guinea.